# Kemtau
Kemtau ist ein Ortsteil der Gemeinde Burkhardtsdorf im sächsischen Erzgebirgskreis. Er wurde gemeinsam mit seinen Ortsteilen Eibenberg und Neu-Eibenberg am 1. Januar 1999 eingemeindet.

## Geographie

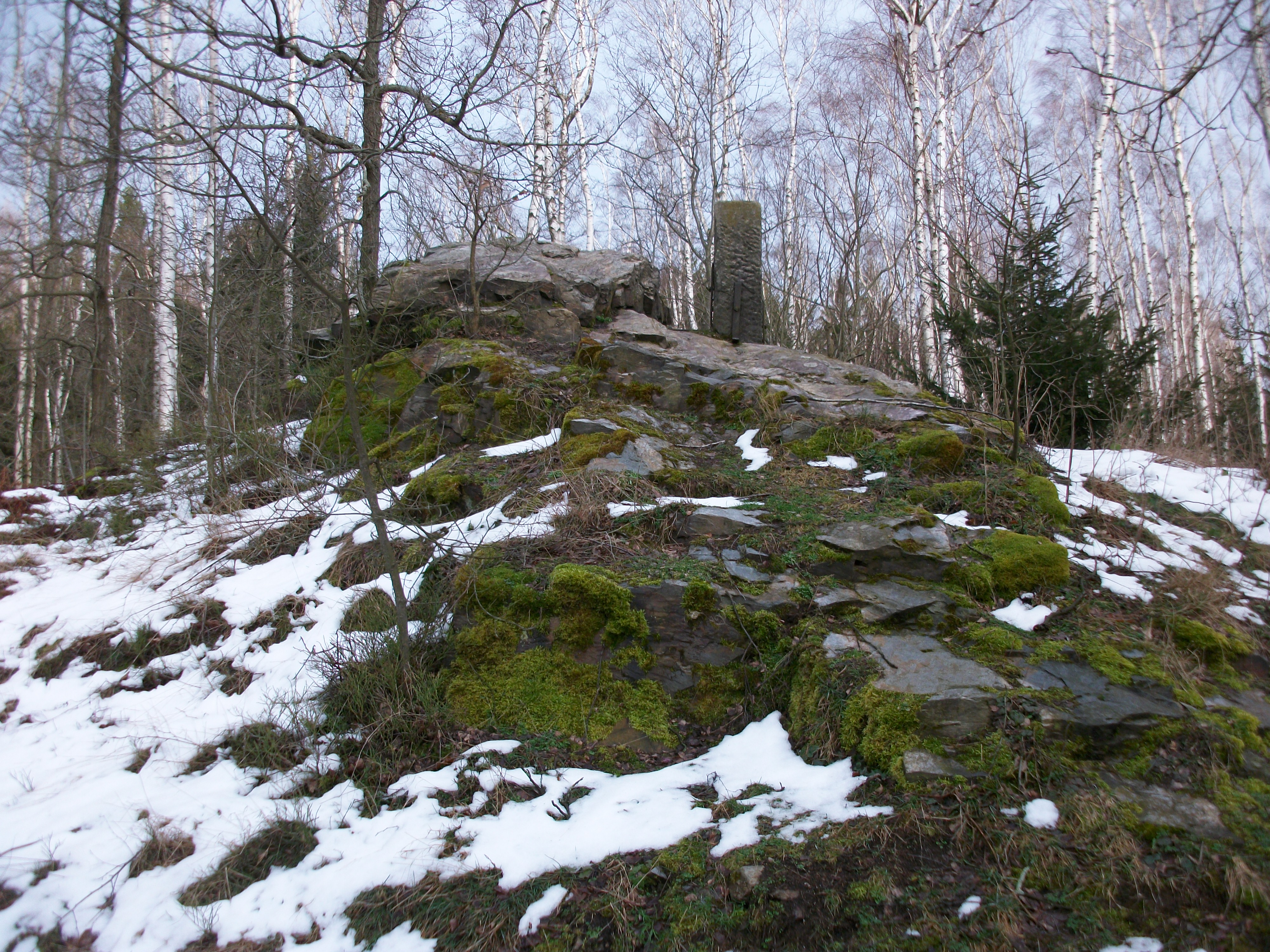
Kemtauer Felsen

### Geographische Lage
Kemtau liegt im Tal der Zwönitz südlich von Chemnitz. Südlich des Orts befindet sich, bereits in Gelenauer Gemarkung, der Kemtauer Felsen (603 m ü. NHN).
Der Ort lässt sich in mehrere Bereiche gliedern:
- Oberdorf
- Unterdorf
- Rand
- Kamerun
- Einöd
- Kalkofen

### Nachbarorte
|                | Eibenberg mit Neu-Eibenberg                 | Dittersdorf |
| Burkhardtsdorf | Kompassrose, die auf Nachbargemeinden zeigt | Weißbach    |
|                | Gelenau                                     |             |

## Geschichte

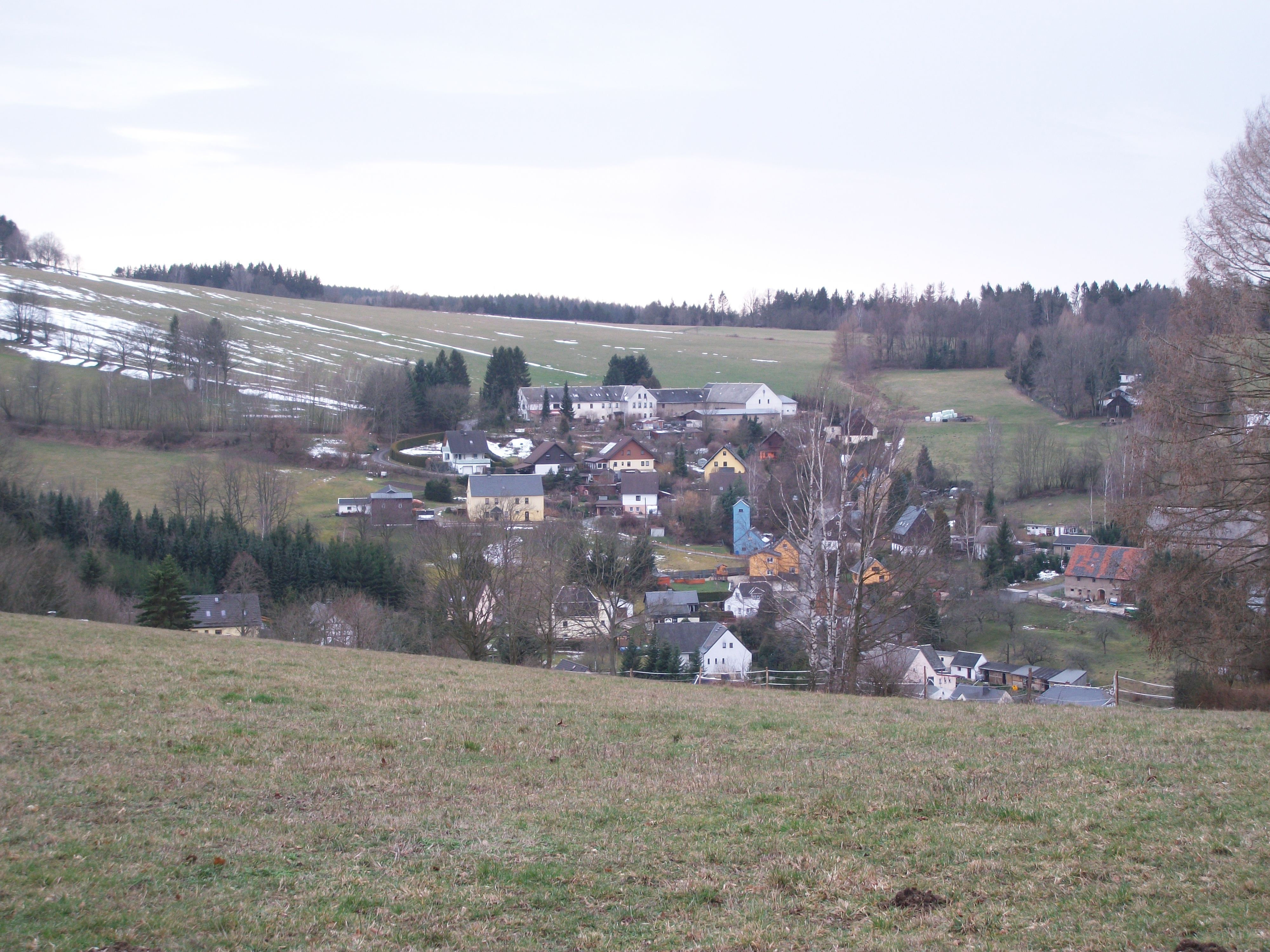
Blick auf Kemtau

Die erste urkundliche Erwähnung von Kemtau als Kemnatz datiert aus dem Jahr 1455. 1486 kam die Herrschaft Scharfenstein, zu der Kemtau damals gehörte, in den Besitz von Heinrich von Einsiedel. 1552 gründeten Vorfahren der Familie Uhlig ein Fuhrunternehmen. 1577 lebten in Kemtau neun Bauern und acht Häusler (v. a. im Ober- und Unterdorf). Der erste urkundlich erwähnte Lehnsrichter war 1654 ein Christoph Wieland aus Kemtau.
Bezüglich der Grundherrschaft gehörte Kemtau ab 1551 zum Rittergut Scharfenstein und ab 1696 zusammen mit Weißbach, Dittersdorf, Einsiedel, Reichenhain und Erfenschlag zur Grundherrschaft Weißbach mit Dittersdorf im kursächsischen bzw. königlich-sächsischen Amt Wolkenstein. Erst 1832 kam Kemtau zum königlich-sächsischen Amt Chemnitz. Ab 1856 gehörte der Ort zum Gerichtsamt Zschopau und ab 1875 zur Amtshauptmannschaft Chemnitz. 1885 wurde die Schule an der Burkhardtsdorfer Straße eingeweiht.
Bereits ab 1800 begann im Ort die maschinelle Strumpfherstellung und Klöppelei als Nebengewerbe. 1842 entstand eine Strumpfwirkerinnung mit Dittersdorf und Einsiedel, ab 1870 wurden die hölzernen Webstühle durch eiserne Rundstühle ersetzt. In den folgenden Jahren wurden in Kemtau mehrere Strumpffabriken gebaut:
1890: Fa. Uhlmann
1896: Fa. Reinhardt
1902: Fa. Harzer
1906: Fa. Förster
1907: Fa. Max Pfau
1919: Fa. Hlawaty
Mit Eröffnung der Station Eibenberg-Kemtau am 1. Mai 1905 erhielt Kemtau Eisenbahnschluss an der Strecke Chemnitz–Adorf. Am 8. Oktober 1939 erfolgte die Umbenennung der Station in Kemtau. Im Jahr 1908 erfolgte der Anschluss des Ortes an das Stromnetz. 1928 errichtete der Turnverein in Eigeninitiative ein Turnerheim mit Sportplatz.
Am 1. Oktober 1935 erfolgte die Eingemeindung von Eibenberg mit Neu-Eibenberg nach Kemtau. Durch die zweite Kreisreform in der DDR kam die Gemeinde Kemtau mit Eibenberg und Neu-Eibenberg im Jahr 1952 zum Kreis Chemnitz-Land im Bezirk Chemnitz (1953 in Kreis Karl-Marx-Stadt-Land und Bezirk Karl-Marx-Stadt umbenannt). 1954 erfolgte die Gründung der LPG Dittersdorf/Weißbach vom Typ B. Ab 1955 wurde das Gebäude der Familie Uhlmann als Kirchgemeindehaus genutzt. Die erste Kindertageseinrichtung in Kemtau wurde 1959 eröffnet. Der Ausbau der ehemaligen Strumpffabrik „Kemter“ zu einer 10-klassigen Polytechnischen Oberschule für die Schüler von Eibenberg und Kemtau erfolgte 1960. In dieser Zeit begann auch die Entwicklung der Gemeinde zu einem Naherholungsgebiet für Chemnitz.
Nach der politischen Wende 1990 betrug die Arbeitslosenquote wegen der zahlreichen Firmenschließungen 42 %. Im selben Jahr ließ sich auch der erste Arzt, Dr. A. Fiedler, in Kemtau nieder. 1991 wurde die Zufahrtsstraße zum Ortsteil Kamerun saniert. Seit 1990 gehörte die Gemeinde Kemtau zunächst zum sächsischen Landkreis Chemnitz. Bei der Auflösung des Landkreises Chemnitz kam die Gemeinde Kemtau mit Eibenberg und Neu-Eibenberg im Jahr 1994 zum Landkreis Stollberg, der 2008 im Erzgebirgskreis aufging. Der Ausbau des Telefonnetzes mit Anschluss aller Haushalte und die Sanierung des Dorfteiches in Eibenberg sowie der Bau des Wassertretbeckens im „Uhliggrund“ erfolgten 1994. Der Radwanderweg Eibenberg–Dittersdorf wurde 1995 eröffnet. Im folgenden Jahr öffnete der Neubau einer Sparkasse-Servicestelle an der Bergstraße und das Wohngebiet „Am Feldrain“ wurde erschlossen. 1997 erfolgten ein Ausbau des Radwanderwegnetzes und die Sanierung der Ortsdurchfahrt B 180 Kemtau, außerdem wurde die Straßenbeleuchtung erneuert. 1998 wurden die Mühlwegbrücke gebaut und das Wohngebiet „Am Geiersberg“ erschlossen.
Zum 1. Januar 1999 wurde aus den bis dahin eigenständigen Gemeinden Burkhardtsdorf, Kemtau und Meinersdorf die Gemeinde Burkhardtsdorf neu gebildet. Ab 2001 erfolgte die Umnutzung der ehemaligen Polytechnischen Oberschule in Neu-Eibenberg zu einem „Gemeinschaftszentrum“ mit Kindertagesstätte und Kinderkrippe, Integrativbereich, Schulhort, Aula, Begegnungsstätte, evangelischer Sozialstation, Vereinsräumen, Zahnarzt, Räumen der Gemeindeverwaltung Burkhardtsdorf, zwei Kinderspielplätzen sowie Stellflächen. Von 2001 bis 2003 wurden die Straße Auental ausgebaut und Abwasser- und Trinkwasserleitungen verlegt.

## Entwicklung der Einwohnerzahl
| Jahr | Einwohnerzahl                            |
| ---- | ---------------------------------------- |
| 1551 | 9 besessene Mann, 3 Häusler, 17 Inwohner |
| 1764 | 9 besessene Mann, 10 Häusler, 5½ Hufen   |
| 1834 | 488                                      |
| 1871 | 674                                      |

| Jahr  | Einwohnerzahl |
| ----- | ------------- |
| 1890  | 716           |
| 1910  | 820           |
| 1925  | 967           |
| 19391 | 2404          |

| Jahr  | Einwohnerzahl |
| ----- | ------------- |
| 19461 | 2450          |
| 19501 | 2391          |
| 19641 | 2055          |
| 19901 | 1548          |

1 mit Eibenberg

## Söhne und Töchter der Gemeinde
- Peter Uhlig (1940–1971), Endurosportler

## Verkehr
Der Haltepunkt Kemtau liegt an der Bahnstrecke Chemnitz–Adorf. Die Wartehalle wurde 1995 abgerissen und durch eine einfache Unterstellmöglichkeit ersetzt. Der Nordrand der Kemtauer Flur im Tal der Zwönitz wird von der Bundesstraße 180 tangiert.

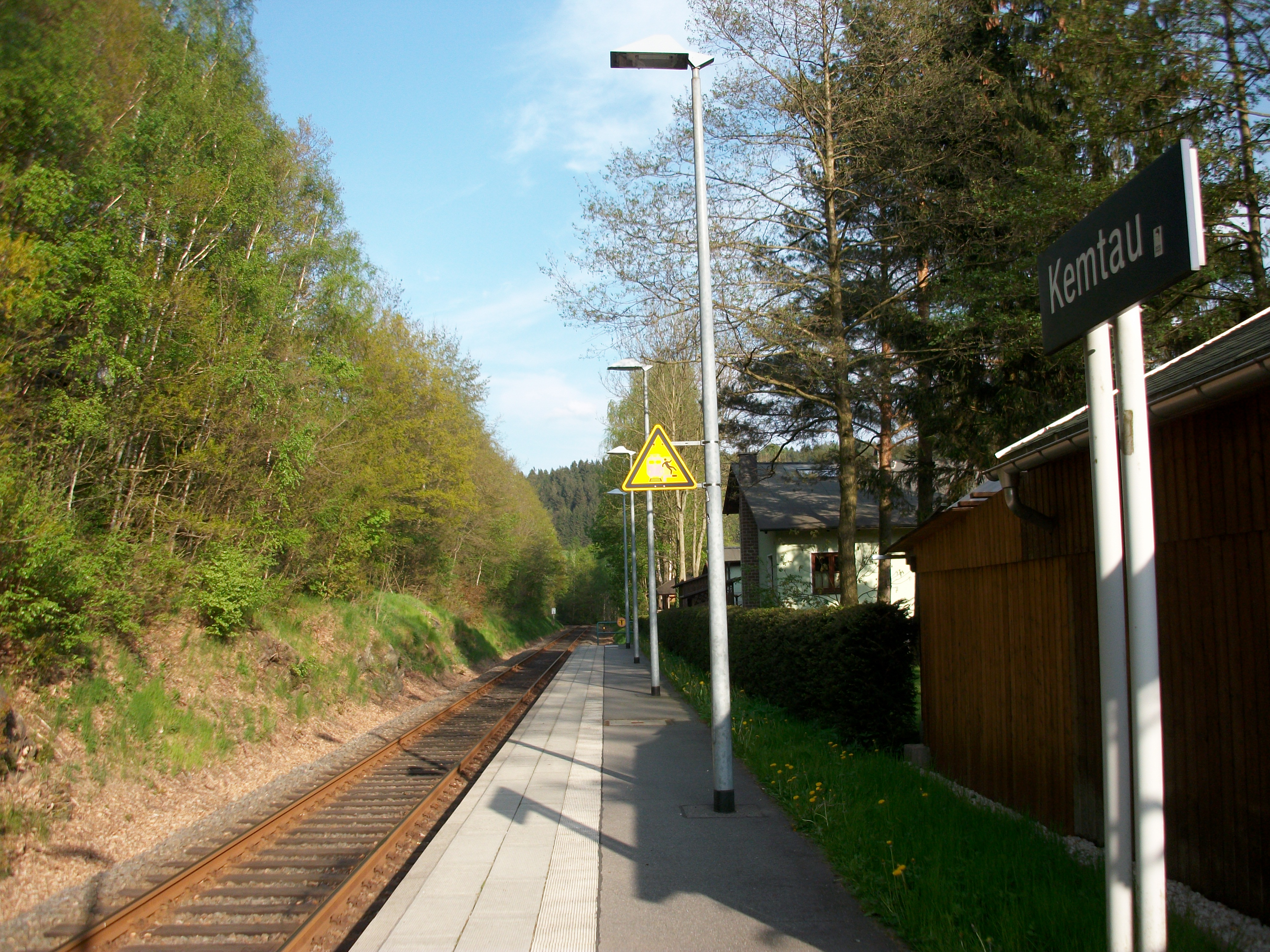
Haltepunkt Kemtau (2016)
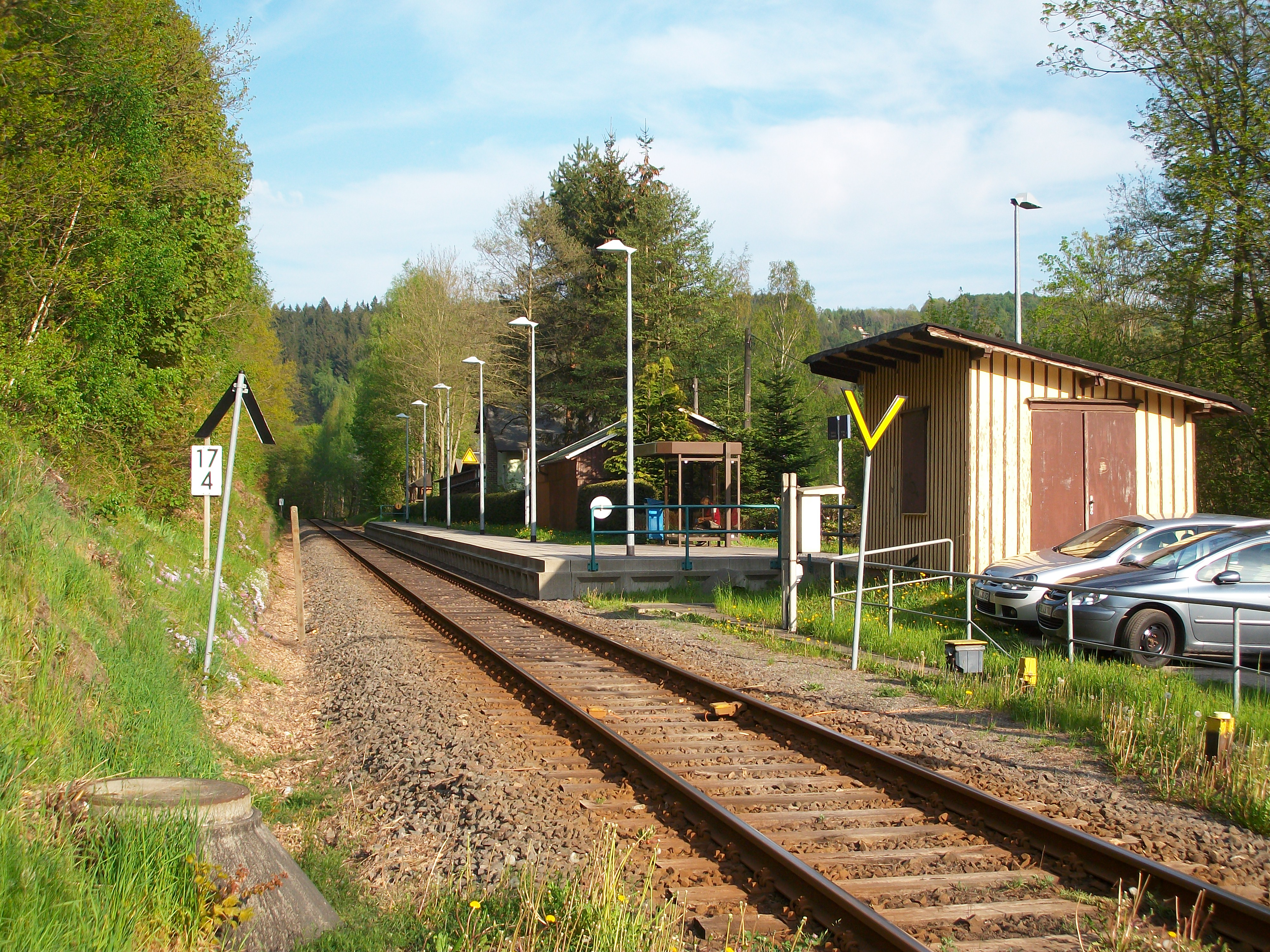
Haltepunkt Kemtau, Gesamtansicht (2016)